# Gregory Mcdonald
Gregory Mcdonald (15 febbraio 1937 – 7 settembre 2008) è stato uno scrittore statunitense, famoso soprattutto per il personaggio di Irwin Maurice Fletcher, un investigatore conosciuto come "Fletch".

## Opere

### Serie "Fletch"[1]
- Giovedì mi ucciderai (Fletch) (1974) Il Giallo Mondadori n. 1417, 1976[2]
- Confessa, Fletch (Confess, Fletch) (1976) Il Giallo Mondadori n. 1540, 1978[2]
- La fortuna di Fletch (Fletch's Fortune) (1978) Il Giallo Mondadori n. 1581, 1979[2]
- Fletch e la vedova Bradley (Fletch an the Widow Bradley) (1981) Il Giallo Mondadori n. 1892, 1985[2]
- Fletch's Moxie (1982)
- Fletch and the Man Who (1983)
- Carioca Fletch (1984)
- Fletch Won (1985)
- Fletch Too (1986)

### Serie "Flynn"[1]
- Flynn (1977) Segretissimo n. 818, 1979[2]
- Una pioggia di dollari  (The Buck Passes Flynn) (1981)Segretissimo n. 970, 1983[2]
- Flynn's In (1984)
- Flynn's World (2003)

### Serie "Son of Fletch"[1]
- Son of Fletch o Jack's Story (1993)
- Fletch Reflected o Jack and the Perfect Mirror (1994)

### Serie "Skylar"
- Skylar (1995)
- Skylar in Yankeeland (1997)

### Altri romanzi[3]
- Il ragazzo che non sapeva amare (Running Scared) (1964) Sonzogno, 1977[2]
- Love Among the Mashed Potatoes o Dear M.E. (1978)
- Dov'è finito Toby Rinaldi? (Who Took Toby Rinaldi?)  (1978) Il Giallo Mondadori n. 1723, 1982[2]
- Safekeeping (1985)
- A World Too Wide (1987)
- Exits and Entrances (1988)
- Merely Players (1988)
- Il coraggioso (The Brave) (1991) Bompiani, 1977[2]